# Glass Tiger

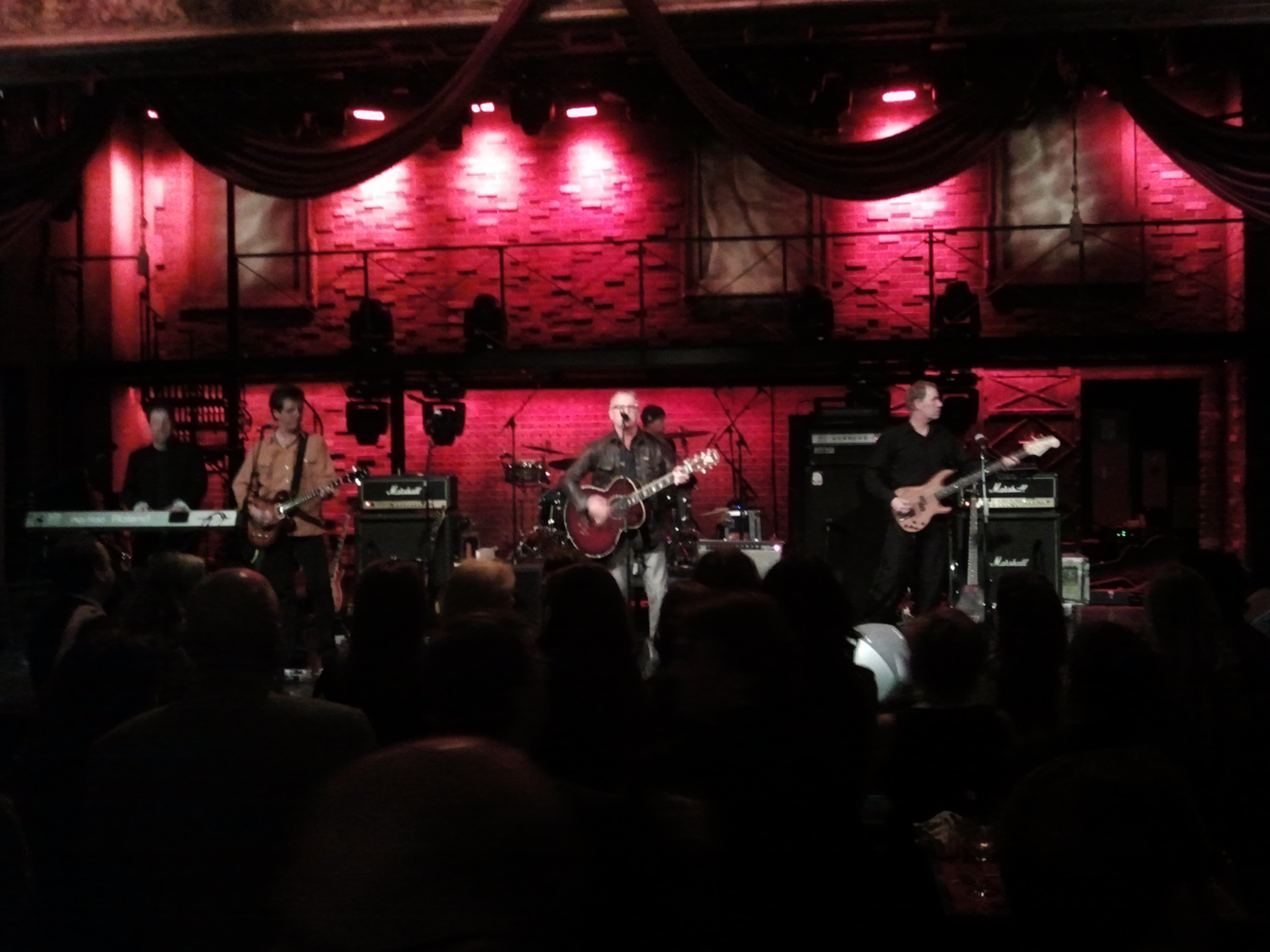
Glass Tiger bei der EMI Music Canada Party (2011)

Glass Tiger ist eine kanadische Rock-Band.

## Bandgeschichte

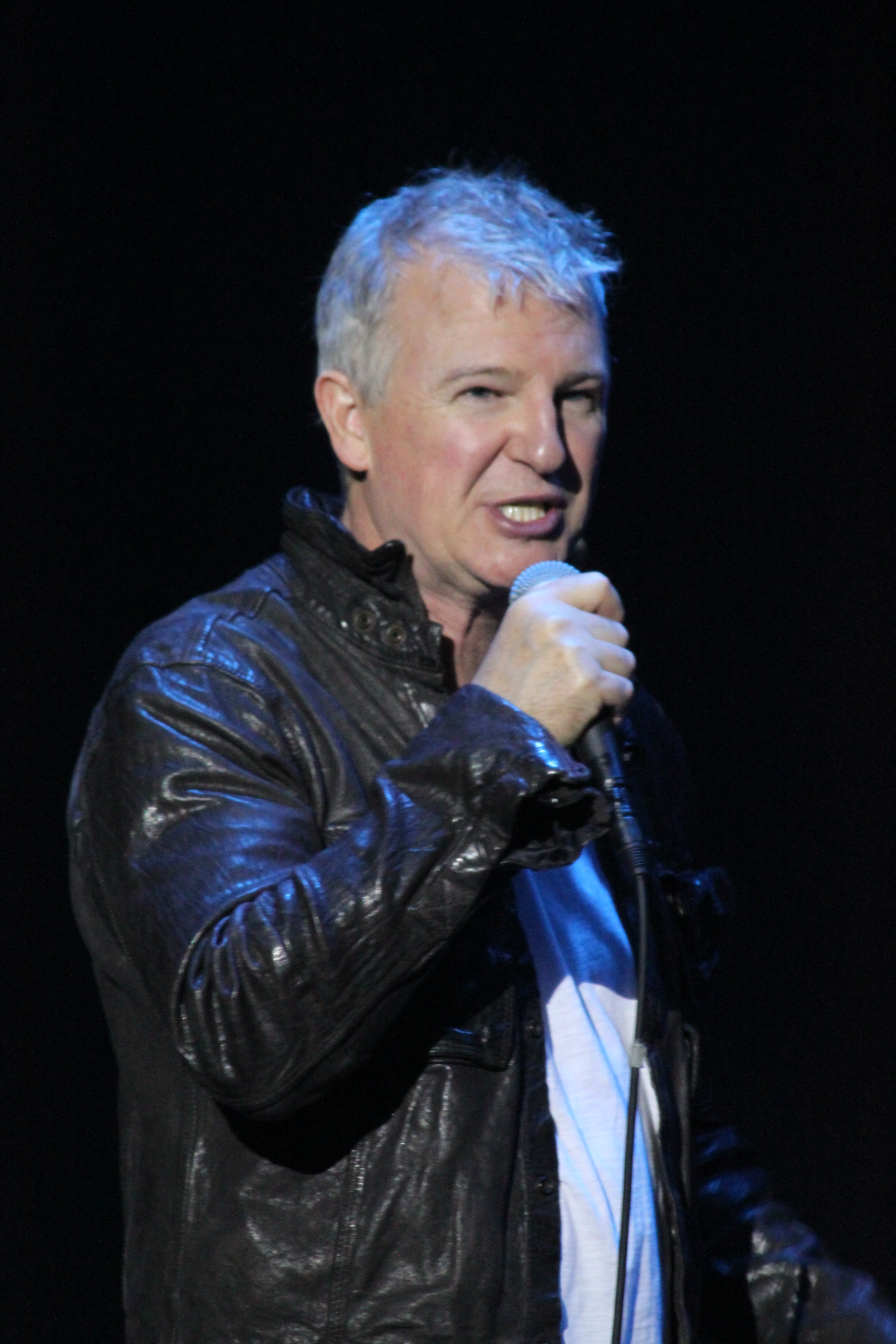
Frontmann Alan Frew (2011)

Die Band wurde 1980 unter dem Namen Tokyo gegründet und 1986 in Glass Tiger umbenannt. Im Herbst 1986 erschien das von Jim Vallance produzierte Debütalbum The Thin Red Line. Die Singleauskopplung Don’t Forget Me (When I’m Gone), bei der Bryan Adams mitwirkte, erreichte Platz 1 der kanadischen Hitparade und Platz 2 der amerikanischen Billboard Hot 100. Die nachfolgenden Alben Diamond Sun (1988) und Simple Mission (1990) waren weniger erfolgreich. 1993 erschien mit Air Time – The Best of the Best ein Greatest-Hits-Album. 
10 Jahre später meldeten sich Glass Tiger als Live-Band und mit der Kompilation No Turning Back: 1985–2005 zurück. 2012 folgten die Veröffentlichungen einer Jubiläumsedition von The Thin Red Line und der Kompilation Then Next Now mit alten und neuen Material, sowie eine Europa-Tournee als Vorgruppe von Roxette.
Das Album 31 von 2018 enthält neben neuen Songs wieder alte Hits, allerdings in neuer Bearbeitung. Im darauf folgenden Jahr wurde dann das fünfte Studioalbum 33 veröffentlicht.

## Mitglieder
- Al Connelly (* 10. Oktober 1960) – Gitarre
- Alan Frew (* 8. November 1959) – Gesang
- Michael Hanson (* 1. Januar 1963) – Schlagzeug
- Wayne Parker (* 13. November 1960) – Bass
- Sam Reid (* 1. Dezember 1963) – Keyboard

## Diskografie

### Studioalben
| Jahr | Titel             | Höchstplatzierung, Gesamtwochen, AuszeichnungChartplatzierungen (Jahr, Titel, Platzierungen, Wochen, Auszeichnungen, Anmerkungen) | Höchstplatzierung, Gesamtwochen, AuszeichnungChartplatzierungen (Jahr, Titel, Platzierungen, Wochen, Auszeichnungen, Anmerkungen) | Höchstplatzierung, Gesamtwochen, AuszeichnungChartplatzierungen (Jahr, Titel, Platzierungen, Wochen, Auszeichnungen, Anmerkungen) | Anmerkungen                                                                                                   |
| Jahr | Titel             | DE | CH | US | Anmerkungen                                                                                                   |
| ---- | ----------------- | --- | --- | --- | --- |
| 1987 | The Thin Red Line | DE41 (11 Wo.)DE | — | US27 Gold · (51 Wo.)US | Erstveröffentlichung: Oktober 1986 · Produzent: Jim Vallance; CA: ×4Vierfachplatin                            |
| 1988 | Diamond Sun       | DE34 (10 Wo.)DE | CH27 (1 Wo.)CH | US82 (15 Wo.)US | Erstveröffentlichung: April 1988 · Produzent: Jim Vallance; CA: ×3Dreifachplatin                              |
| 1991 | Simple Mission    | — | CH27 (3 Wo.)CH | — | Erstveröffentlichung: Dezember 1990 · Produzenten: Jim Cregan, Jim Vallance, Sam Reid, Tom Werman; CA: Platin |

### Weitere Alben
- 2006: Extended Versions (live)
- 2012: Then Now Next
- 2018: 31
- 2019: 33
- 2020: Songs For a Winter's Night

### Kompilationen
- 1993: Air Time – The Best of Glass Tiger (CA: Gold)
- 1999: Back to Back
- 1999: Premium Gold Collection
- 2004: No Turning Back: 1985–2005

### EPs
- 1986: Special Mini Album (nur Japan)
- 2010: I’m Still Searching (Remixes) (Jesse Fex feat. Alan Frew und Glass Tiger)

### Singles
| Jahr | Titel Album                                       | Höchstplatzierung, Gesamtwochen, AuszeichnungChartplatzierungen (Jahr, Titel, Album, Platzierungen, Wochen, Auszeichnungen, Anmerkungen) | Höchstplatzierung, Gesamtwochen, AuszeichnungChartplatzierungen (Jahr, Titel, Album, Platzierungen, Wochen, Auszeichnungen, Anmerkungen) | Höchstplatzierung, Gesamtwochen, AuszeichnungChartplatzierungen (Jahr, Titel, Album, Platzierungen, Wochen, Auszeichnungen, Anmerkungen) | Anmerkungen |
| Jahr | Titel Album                                       | DE | UK | US | Anmerkungen |
| ---- | ------------------------------------------------- | --- | --- | --- | --- |
| 1986 | Don’t Forget Me (When I’m Gone) The Thin Red Line | DE32 (10 Wo.)DE | UK29 (10 Wo.)UK | US2 (24 Wo.)US | Erstveröffentlichung: Juni 1986 · Autoren: Glass Tiger, Jim Vallance; CA: Platin                                 |
| 1986 | Someday The Thin Red Line                         | DE26 (11 Wo.)DE | UK66 (4 Wo.)UK | US7 (21 Wo.)US | Erstveröffentlichung: September 1986 · Autoren: Glass Tiger, Jim Vallance; CA: Gold                              |
| 1987 | I Will Be There The Thin Red Line                 | — | — | US34 (11 Wo.)US | Erstveröffentlichung: Januar 1987 Musik: Glass Tiger, Text: Michael Hanson                                       |
| 1987 | Thin Red Line The Thin Red Line                   | DE48 (6 Wo.)DE | — | — | Erstveröffentlichung: April 1987 Autoren: Glass Tiger                                                            |
| 1988 | I’m Still Searching Diamond Sun                   | — | — | US31 (11 Wo.)US | Erstveröffentlichung: März 1988 Autoren: Alan Frew, Michael Hanson, Sam Reid                                     |
| 1988 | Diamond Sun                                       | DE34 (10 Wo.)DE | UK78 (3 Wo.)UK | — | Erstveröffentlichung: Mai 1988 Autoren: Alan Frew, Jim Vallance                                                  |
| 1991 | My Town Simple Mission                            | DE51 (23 Wo.)DE | UK33 (7 Wo.)UK | — | Erstveröffentlichung: September 1991 feat. Rod Stewart, Autoren: Al Connely, Alan Frew, Jim Cregan, Wayne Parker |

Weitere Singles
- 1986: You’re What I Look For
- 1988: Far Away from Here
- 1988: My Song
- 1988: Send Your Love
- 1988: (Watching) Worlds Crumble
- 1990: Rescued (By the Arms of Love)
- 1991: Animal Heart
- 1991: Blinded
- 1991: Rhythm of Your Love
- 1993: Touch of Your Hand